# Linie 5 (dokumentarfilm fra 1999)
|  | Denne artikel er oprettet af botten Steenthbot ud fra en ekstern database. Den kan derfor have sproglige fejl eller mangler. Denne skabelon kan fjernes efter kontrol af indholdet. |

 For alternative betydninger, se Linie 5. (Se også artikler, som begynder med Linie 5)
Linie 5 er en dansk dokumentarfilm fra 1999 instrueret af Flemming Arnholm.

## Handling
Om sporvognslinie 5.
Fulgt af jazz musik kører linie 5 gennem 1960'ernes København.